# Basketball under sommer-OL 2016
Basketball under sommer-OL 2016 blev holdt i Rio de Janeiro i perioden 6. august til 21. august. 
De indledende kampe og knockout kampene i mændenes turnering blev spillet inde i Carioca Arena 1 i Olympic Park med plads op til 16.000 tilskuere, og kampene for kvinderne blev spillet i Youth Arena. Dette markerede den første gang, at mændenes og kvindernes olympiske turneringer blev spillet på flere forskellig steder. Værtsnationen Brasilien kom ikke til kvartfinalen i både mændenes og kvindernes turnering efter at være blevet slået ud af gruppespillet. Tre lande i begge turneringer tog alle medaljer: USA (der tog begge guldmedaljer), Serbien og Spanien.

## Medaljer

### Medaljeoverigt
| Placering    | Land         | Guld | Sølv | Bronze | Total |
| ------------ | ------------ | ---- | ---- | ------ | ----- |
| 1            | USA          | 2    | 0    | 0      | 2     |
| 2            | Serbien      | 0    | 1    | 1      | 2     |
| 2            | Spanien      | 0    | 1    | 1      | 2     |
| Total 3 NOCs | Total 3 NOCs | 2    | 2    | 2      | 6     |

### Events
| Event   | Guld | Sølv | Bronze |
| ------- | --- | --- | --- |
| Mænd    | USA (USA) · Jimmy Butler · Kevin Durant · DeAndre Jordan · Kyle Lowry · Harrison Barnes · DeMar DeRozan · Kyrie Irving · Klay Thompson · DeMarcus Cousins · Paul George · Draymond Green · Carmelo Anthony         | Serbien (SRB) · Miloš Teodosić · Marko Simonović · Bogdan Bogdanović · Stefan Marković · Nikola Kalinić · Nemanja Nedović · Stefan Birčević · Miroslav Raduljica · Nikola Jokić · Vladimir Štimac · Stefan Jović · Milan Mačvan | Spanien (ESP) · Pau Gasol · Rudy Fernández · Sergio Rodríguez · Juan Carlos Navarro · José Calderón · Felipe Reyes · Víctor Claver · Willy Hernangómez · Álex Abrines · Sergio Llull · Nikola Mirotić · Ricky Rubio            |
| Kvinder | USA (USA) · Lindsay Whalen · Seimone Augustus · Sue Bird · Maya Moore · Angel McCoughtry · Breanna Stewart · Tamika Catchings · Elena Delle Donne · Diana Taurasi · Sylvia Fowles · Tina Charles · Brittney Griner | Spanien (ESP) · Leticia Romero · Laura Nicholls · Silvia Domínguez · Alba Torrens · Laia Palau · Marta Xargay · Leonor Rodríguez · Lucila Pascua · Anna Cruz · Laura Quevedo · Laura Gil · Astou Ndour                          | Serbien (SRB) · Tamara Radočaj · Sonja Petrović · Saša Čađo · Sara Krnjić · Nevena Jovanović · Jelena Milovanović · Dajana Butulija · Dragana Stanković · Aleksandra Crvendakić · Milica Dabović · Ana Dabović · Danielle Page |